# Hazyna SK
El Hazyna SK (en turcomano: Hazyna sport kluby) fue un equipo de fútbol de Turkmenistán que militó en la Ýokary Liga, la torneo de fútbol más importante del país.

## Historia
Fue fundado en febrero del año 2015 en la ciudad de Asjabad como el equipo que representa a la Turkmen State Institute of Economics and Management luego de que el fútbol se hiciera popular entre los estudiantes del Instituto, por lo que la Federación de Fútbol de Turkmenistán les permitió participar en la máxima categoría para la temporada 2015.
El club solo jugó en la temporada 2015 luego de que en enero de 2016 el club cerrara operaciones y desapareciera.